# Varde
Varde este un oraș în Danemarca.